# Jean Chapot
Pour les articles homonymes, voir Chapot.
Jean Chapot est un acteur, dialoguiste, compositeur, producteur, réalisateur, metteur en scène et scénariste français né le 15 novembre 1930 à Bois-Guillaume(Seine-Maritime) de Fernand Francis Victorin Chapot et de Magdeleine Cécile Marie Augustine Navarre, et mort le 10 avril 1998 à Neuilly-sur-Seine, dans les Hauts-de-Seine.

## Biographie
Jean Chapot débute dans le cinéma en 1957 et réalise La Voleuse, qui réunit Romy Schneider et Michel Piccoli, un couple qui marque l'écran. Il en écrit le scénario, adapté avec Marguerite Duras.
En 1970 viennent Les Années Lumière, histoire-fiction sur les années 1895/1900, puis Les Granges Brûlées en 1971 où il fait débuter une jeune actrice du café-théâtre Miou-Miou.
Après avoir bourlingué aux États-Unis sur les traces de Hemingway, il aborde le théâtre avec son condisciple Bernard Fresson, séchant des cours d'études commerciales pour assister aux cours de Tania Balachova et monter des pièces en banlieue.
En 1954, Jean Chapot est engagé comme assistant à la mise en scène par Raymond Rouleau pour Cyrano de Bergerac, monté à la Scala de Milan avec Gino Cervi, Les Sorcières de Salem avec Yves Montand et Simone Signoret, qui interprètera 20 ans plus tard le personnage de Rose dans Les Granges Brûlées, Pour le meilleur et pour le pire de Clifford Odets.
Il participe à des festivals, dont le premier festival des nations de Paris où il rencontre et travaille avec Bertolt Brecht, Giorgio Strehler et bien d'autres.
Jean Chapot fait ses débuts dans le cinéma en débarquant sur le plateau des Fanatiques d'Alex Joffé, le jour où l'assistant stagiaire est malade. Il est ensuite l'assistant de Vittorio De Seta et d'Yves Ciampi avant de réaliser ses premiers films industriels puis des courts métrages, dont Le Fusil à lunette qui obtient en 1972 le grand prix international du festival du court métrage au festival de Cannes.
Jean Chapot goûte à la production — Les Abysses de Nico Papatakis, Charles et Lucie et Plaisir d'amour de Nelly Kaplan — et participé à l'écriture de nombreux scénarios.
À partir de 1977/78, il écrit et réalise de nombreux films pour la télévision, dont Docteur Teyran avec Michel Piccoli, Livingstone avec Georges Moustaki, La Tentation d'Antoine où Robin Renucci trouva son premier rôle, Ce fut un bel été où Maurice Ronet joue son dernier.

## Filmographie

### Réalisateur

#### Cinéma
- 1965 : Le Dernier Matin de Percy Shelley (CM)
- 1966 : La Voleuse
- 1971 : Les Années Lumière
- 1972 : Le Fusil à lunette (CM) Palme d'or du court métrage au festival de Cannes
- 1973 : Les Granges Brûlées

#### Télévision
- 1978 : Brigade des mineurs (série télé) (épisode : Le Mal du pays)
- 1980 : Docteur Teyran
- 1981 : Livingstone
- 1982 : Ce fut un bel été
- 1982 : Un fait d'hiver
- 1985 : Le Regard dans le miroir
- 1988 : Le Crépuscule des loups
- 1991-1994 : Tétralogie Honorin
  - 1991 : Les Mouettes
  - 1992 : Honorin et la Loreleï
  - 1993 : Polly West est de retour
  - 1994 : Honorin et l'enfant prodigue

- Les Cinq Dernières Minutes
  - 1978 : Les Loges du crime
  - 1982 : La Tentation d'Antoine
  - 1984 : Meurtre sans pourboire

### Scénariste
- 1960 : La Millième Fenêtre de Robert Ménégoz (adaptation)
- 1965 : Le Dernier Matin de Percy Shelley
- 1965 : Le Ciel sur la tête d'Yves Ciampi
- 1966 : La Voleuse
- 1972 : Le Fusil à lunette
- 1973 : Les Granges Brûlées (scénario et dialogues)
- 1976 : Néa de Nelly Kaplan
- 1978 : Les Loges du crime
- 1979 : Charles et Lucie de Nelly Kaplan
- 1981 : Livingstone
- 1982 : Ce fut un bel été
- 1982 : Un fait d'hiver
- 1985 : Le Regard dans le miroir
- 1988 : Le Crépuscule des loups
- 1991 : Plaisir d'amour de Nelly Kaplan
- 1991-1994 : Tétralogie Honorin (Les Mouettes ; Honorin et la Loreleï ; Polly West est de retour ; Honorin et l'enfant prodigue)
- 1999 : La Petite Fille en costume marin de Marc Rivière

### Production
- 1991 : Plaisir d'amour de Nelly Kaplan

#### Direction de production
- 1975 : Il faut vivre dangereusement de Claude Makovski

### Acteur
- 1957 : Les Fanatiques d'Alex Joffé
- 1987 : Pattes de velours de Nelly Kaplan

## Théâtre
- 1957 : Concerto de Jean-Jacques Varoujean, mise en scène Jean Chapot, Théâtre de l'Œuvre

## Distinctions
- 1972 : Grand prix international du festival du court métrage du festival de Cannes pour le film Le Fusil à lunette